# Ляжвершина
Ляжвершина (мар. Лажмучаш) — упразднённая деревня в Куженерском районе Республики Марий Эл. Входила в состав Шорсолинского сельского поселения. В 2023 году включена в состав деревни Шорсола.

## География
Находится в северо-восточной части республики Марий Эл на расстоянии приблизительно 9 км на восток от районного центра посёлка Куженер.

## История
Деревня появилась в XVIII веке как марийское поселение, позже подселились русские. В 1859 году деревня была казённым починком, в котором было 11 дворов, проживало 92 жителя. В 1874 году в деревне (тогда Платоновский Ляждур) в 26 дворах проживало 168 человек, в 1932 (снова Ляжвершина) 32 и 158 соответственно. В 1960 году в деревне было 29 дворов, в которых проживало 108 человек. В 1968 году в деревне закрыли медпункт, клуб и магазин, в 1977 году — школу. Почти все хозяйственные объекты ликвидировали или перевели на центральную усадьбу совхоза. В 2005 году в деревне оставались 7 хозяйств. В советское время работали колхоз «Дружба», совхоз «Маяк».

## Население
| 2010 |
| ---- |
| 16   |

Население составляло 17 человек (мари 88 %) в 2002 году, 16 в 2010.